# Christine Strube
Christine Strube (ur. 14 lutego 1943 w Senftenbergu) – niemiecka archeolog chrześcijańska, bizantynolog.

## Życiorys
Studiowała archeologię, historię i historię sztuki w Kolonii, Bonn i we Frankfurcie. Habilitacja w 1977 na Uniwersytecie w Monachium. Od 1980 do przejścia na emeryturę w 2009 roku wykładała na Uniwersytecie w Heidelbergu archeologię chrześcijańską. Jest członkiem Niemieckiego Instytutu Archeologicznego. Jej badania skupiają się na związku pomiędzy architekturą i liturgią w okresie wczesnego Bizancjum.

## Prace
- Die westliche Eingangsseite der Kirchen von Konstantinopel in justinianischer Zeit: Architektonische und quellenkritische Untersuchungen, Wiesbaden 1973.
- Polyeuktoskirche und Hagia Sophia. Umbildung und Auflösung antiker Formen, Entstehen des Kämpferkapitells, München 1984.
- Baudekoration im Nordsyrischen Kalksteinmassiv, t.1, Mainz 1993.
- Die »Toten Städte«. Stadt und Land in Nordsyrien während der Spätantike. Philipp von Zabern, Mainz 1996.
- Baudekoration im Nordsyrischen Kalksteinmassiv, t.2, Mainz 2002.